# Frederik Christiaan van Brandenburg-Bayreuth
Frederik Christiaan van Brandenburg-Bayreuth (Weferlingen, 17 juli 1708 – Bayreuth, 20 januari 1769) was van 1735 tot aan zijn dood markgraaf van Brandenburg-Bayreuth. Hij behoorde tot het huis Hohenzollern.

## Levensloop
Frederik Christiaan was de jongste zoon van Christiaan Hendrik van Brandenburg-Bayreuth en Sophie Christiane van Wolfstein, dochter van graaf Albrecht Frederik van Wolfstein. Zijn vader stierf drie maanden voor zijn geboorte. Frederik Christiaan had een excentriek karakter, was een aanhanger van het piëtisme en had een passie voor muziek en schilderen.
Frederik Christiaan werd generaal-luitenant in het Deense en Pruisische leger en generaal-veldtochtmeester in het Rijksleger. Van 1731 tot 1741 resideerde hij in het Slot van Neustadt an der Aisch. Op 6 juni 1731 werd hij door koning Christiaan VI van Denemarken benoemd tot ridder in de Orde van de Olifant en in maart 1763 werd hij door koning Frederik II van Pruisen benoemd tot ridder in de Orde van de Zwarte Adelaar en door koning August III van Polen benoemd tot ridder in de Orde van de Witte Adelaar. 
Op 26 april 1732 huwde hij met Victoria Charlotte (1715-1792), dochter van vorst Victor Amadeus Adolf van Anhalt-Bernburg-Schaumburg-Hoym. Ze kregen twee dochters: Christiane Sophie Charlotte (1733-1757), die in 1757 huwde met hertog Ernst Frederik III Karel van Saksen-Hildburghausen, en Sophie Magdalena (1737-1737). Nadat Frederik Christiaan zijn echtgenote op overspel had betrapt, leefde het echtpaar vanaf 1738 gescheiden. In 1764 werd de officiële echtscheiding uitgesproken, waarna Victoria Charlotte terugkeerde naar haar familiegronden.
Na de dood van zijn neef Frederik werd Frederik Christiaan in 1763 markgraaf van Brandenburg-Bayreuth. Hij probeerde de beroerde staatsfinanciën te stabiliseren door drastisch in de hofhouding te snoeien en door alle bouwwerken aan sloten en tuinen stop te zetten. 
In januari 1769 stierf Frederik Christiaan op 60-jarige leeftijd. Omdat hij geen mannelijke nakomelingen had, werd hij opgevolgd door markgraaf Karel Alexander van Brandenburg-Ansbach.